# Breitenwang
Breitenwang ist eine Gemeinde mit 1453 Einwohnern (Stand 1. Jänner 2024) im Bezirk Reutte in Tirol (Österreich). Die Gemeinde liegt im Gerichtsbezirk Reutte.

## Geografie

### Geografische Lage
Breitenwang liegt im Talkessel von Reutte und ist mit dieser Gemeinde infrastrukturell eng verwoben. Das Haufendorf besteht aus den Ortsteilen Breitenwang, Lähn, Mühl, Neumühl und Plansee. Ein Teil des Plansees gehört zum Gemeindegebiet, in dem auch der Archbach aus dem Plansee entspringt.

### Nachbargemeinden
Breitenwang hat nur zwei Nachbargemeinden: Heiterwang im Süden und Reutte im Westen, Norden und Osten.

## Geschichte
Erstmals erwähnt wurde Breitenwang als „Breitinwanc“ bzw. „Breitenwanch“ im Jahr 1094, als Herzog Welf IV. und seine Frau Judith dortigen Besitz an das welfische Hauskloster Altdorf-Weingarten übertrugen. Der Name geht auf althochdeutsch Wang zurück und bedeutet ‚breiter Wiesenhang‘. Ursprünglich größer und bedeutender als Reutte, änderte sich dies mit der Begradigung des Verlaufs der Hauptstraße. Ab da verlor der Ort an Bedeutung.
Kaiser Lothar III. starb in Breitenwang am 4. Dezember 1137 auf seiner Rückreise von Italien (zweiter Romzug).

### Bevölkerungsentwicklung
| Breitenwang: Einwohnerzahlen von 1869 bis 2024      | Breitenwang: Einwohnerzahlen von 1869 bis 2024 | Breitenwang: Einwohnerzahlen von 1869 bis 2024 | Breitenwang: Einwohnerzahlen von 1869 bis 2024 | Breitenwang: Einwohnerzahlen von 1869 bis 2024 |
| --------------------------------------------------- | ---------------------------------------------- | ---------------------------------------------- | ---------------------------------------------- | ---------------------------------------------- |
| Jahr                                                |                                                |                                                |                                                | Einwohner                                      |
| 1869                                                | 1869                                           |                                                | 352                                            | 352                                            |
| 1880                                                | 1880                                           |                                                | 346                                            | 346                                            |
| 1890                                                | 1890                                           |                                                | 368                                            | 368                                            |
| 1900                                                | 1900                                           |                                                | 372                                            | 372                                            |
| 1910                                                | 1910                                           |                                                | 461                                            | 461                                            |
| 1923                                                | 1923                                           |                                                | 430                                            | 430                                            |
| 1934                                                | 1934                                           |                                                | 620                                            | 620                                            |
| 1939                                                | 1939                                           |                                                | 615                                            | 615                                            |
| 1951                                                | 1951                                           |                                                | 763                                            | 763                                            |
| 1961                                                | 1961                                           |                                                | 938                                            | 938                                            |
| 1971                                                | 1971                                           |                                                | 1.263                                          | 1.263                                          |
| 1981                                                | 1981                                           |                                                | 1.225                                          | 1.225                                          |
| 1991                                                | 1991                                           |                                                | 1.547                                          | 1.547                                          |
| 2001                                                | 2001                                           |                                                | 1.588                                          | 1.588                                          |
| 2011                                                | 2011                                           |                                                | 1.501                                          | 1.501                                          |
| 2021                                                | 2021                                           |                                                | 1.480                                          | 1.480                                          |
| 2024                                                | 2024                                           |                                                | 1.453                                          | 1.453                                          |
| Quelle(n): Statistik Austria, Gebietsstand 1.1.2021 |                                                |                                                |                                                |                                                |

## Kultur und Sehenswürdigkeiten

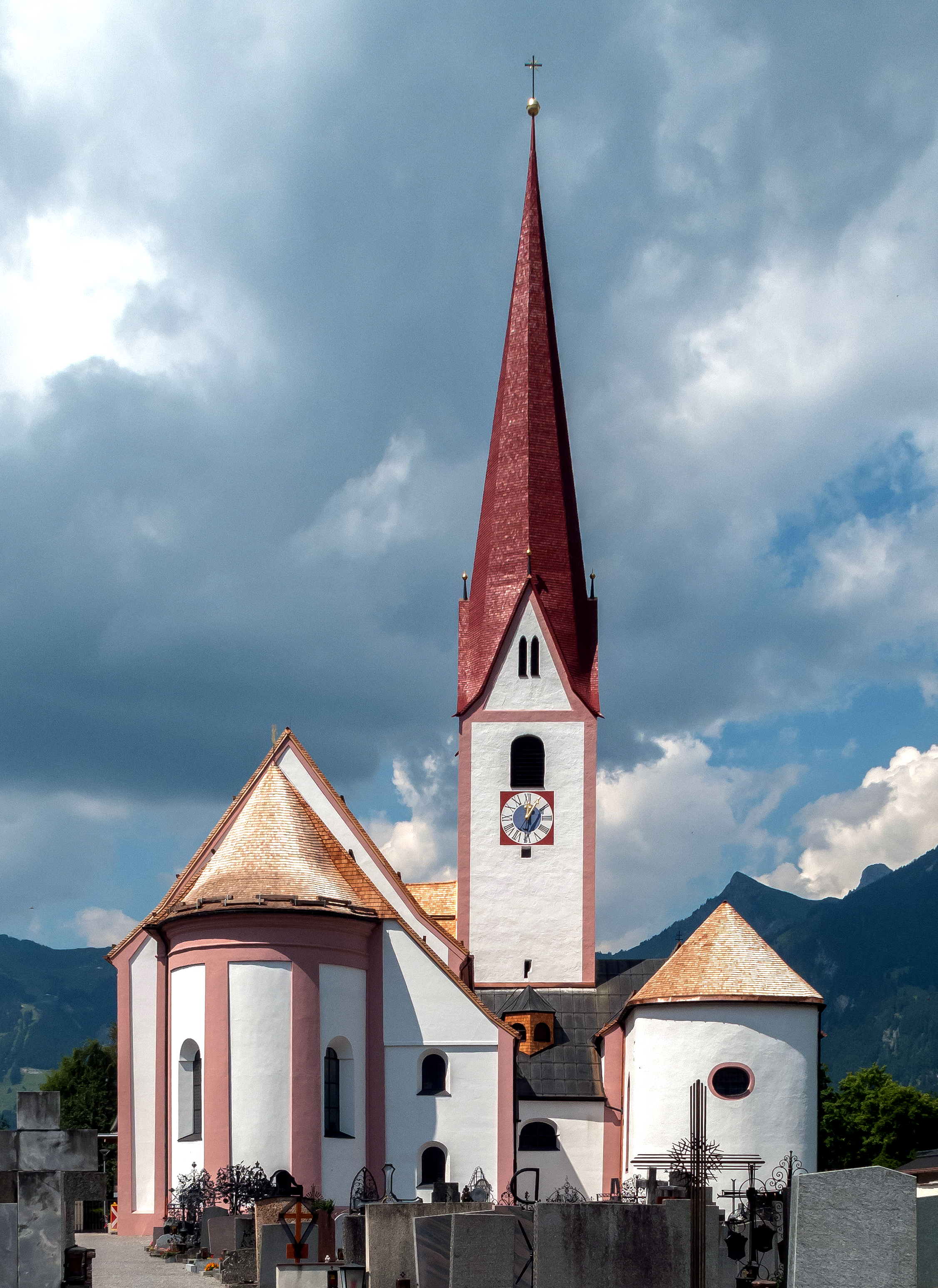
Pfarrkirche Breitenwang

- Katholische Pfarrkirche Breitenwang Hll. Peter und Paul: Errichtet wurde die Kirche um 1650. Das Deckenfresko im Chorraum mit der Darstellung der „Schlüsselübergabe an Petrus“ aus dem Jahre 1755 stammt von Johann Jakob Zeiller. In der Sakristei stehen vier Rokoko-Silberreliquienbüsten, welche die Apostel Petrus und Paulus sowie die beiden Pestpatrone Sebastian und Rochus darstellen. In der Auferstehungskapelle ist eine Totentanzdarstellung in Stuckmedaillons zu sehen (ca. 1725).
- Die an den Turm der Pfarrkirche St. Petrus und Paulus 1732 angebaute Totenkapelle Ad Beatam Virginem Mariam Dolorosam erhielt als Teil der Ausstattung einen Totentanz, den der aus Füssen stammende Bildhauer und Stuckateur Thomas Seitz zwischen 1724 und 1728 geschaffen hat. In rankengeschmückten Medaillons wird dargestellt, wie der Tod mit zehn Menschen den letzten Tanz beginnt. Die Todgeweihten sind jeweils an ihren Insignien und Attributen zu erkennen; auf Texte oder Namen wird verzichtet. An der linken Wand: Papst, Moses, Frau, Wirt, Bettler; an der rechten Wand: Kaiser, Rechtslehrer, Soldat, Küfer, Bauer. Zur Ausstattung gehören außerdem: Stuckreliefs in den Zwickeln der Chorkuppel und weitere Reliefs in der Kehlung zwischen Wand und Kuppelansatz; Deckengemälde des Reuttener Malers Paul Zeiller; Skulpturen des Füssener Bildhauers Anton Sturm.[3]

## Wirtschaft und Infrastruktur
Die Industriegeschichte beginnt am 21. Juni 1921 mit der Gründung des Metallwerks Plansee im östlich gelegenen Ortsteil Mühl, das heute als eines der weltweit führenden pulvermetallurgischen Betriebe (mit 2000 von insgesamt 5000 Beschäftigten in Breitenwang) gilt. Dies verhilft der Gemeinde zu einer positiven Pendlerbilanz. Weiters steht in Breitenwang ein Kraftwerk der Elektrizitätswerke.

### Verkehr
- Straße: Breitenwang ist über die Fernpassstraße erreichbar. Der östliche Teil des Gemeindegebiets ist über die Planseestraße erschlossen.
- Bahn: Über die Außerfernbahn mit den Bahnhöfen Reutte und Schulzentrum.
- Radweg: Breitenwang liegt am Fernradweg, der als Via Claudia Augusta entlang einer gleichnamigen antiken Römerstraße verläuft.

## Politik

### Gemeinderat
Der Gemeinderat besteht aus 13 Mandataren:
| Partei                                                       | 2022    | 2022    | 2022    | 2016  | 2016 | 2016 | 2010  | 2010 | 2010 |
| Partei                                                       | Prozent | Stimmen | Mandate | %     | St.  | M.   | %     | St.  | M.   |
| ------------------------------------------------------------ | ------- | ------- | ------- | ----- | ---- | ---- | ----- | ---- | ---- |
| Unabhängige Bürgerliste Bürgermeister Hanspeter Wagner (UBL) | 74,35   | 629     | 10      | 56,29 | 470  | 7    | 68,79 | 529  |      |
| Grünes und unabhängiges Team für Breitenwang (GUT) 1)        | 25,65   | 217     | 3       | 21,68 | 181  | 3    |       |      |      |
| Gemeindeliste für Breitenwang                                |         |         |         | 22,04 | 184  | 3    | 31,21 | 240  |      |

1) Die Partei kandidierte 2016 unter dem Namen „Grüne Breitenwang - Grüne“.

### Bürgermeister
seit 2004(?) Hanspeter Wagner

### Wappen
Blasonierung: Ein weiß-grün geteilter Schild; im grünen Feld drei silberne Kleeblätter und im silbernen Feld eine nach rechts aufsteigende schwarze Lerche.
Das 1965 verliehene Gemeindewappen symbolisiert als redendes Wappen den Ortsnamen, der „breite Wiese“ bedeutet.

## Persönlichkeiten

### Söhne und Töchter der Gemeinde
- Hermann Escher (1857–1938), Schweizer Bibliothekar, Bibliotheksdirektor
- Adolf Fizia (1873–1932), Politiker, Bürgermeister von Graz 1917–1919
- Manfred Karl Schretter (* 1944), Altorientalist
- Wolfram Vindl (* 1945), Politiker (ÖVP)
- Heide Neitsch (* 1945), deutsche Politikerin (GAL-Hamburg)
- Helmut Wiesenegg (1947–2014), Politiker (SPÖ)
- Bernadette Rauter (* 1949), Skirennläuferin
- Maria Zwölfer (* 1954), Politikerin (Vorwärts Tirol, Impuls-tirol) und Hauptschullehrerin
- Thomas Schnitzer (* 1955), Politiker (Bürgerforum Tirol-Klub)
- Heinrich Ginther (* 1958), Politiker (ÖVP), Bürgermeister von Elmen
- Wilfried Siegele (* 1958), Geher
- Franz Linser (* 1961), Politiker (FPÖ) und Unternehmer
- Dietmar Köhlbichler (* 1963), Skirennläufer
- Sigrid Wolf (* 1964), Skirennläuferin
- Elisabeth Pfurtscheller (* 1964), Politikerin (ÖVP)

### Mit der Gemeinde verbundene Persönlichkeiten
- Jakob Gapp (1897–1943), Priester und NS-Opfer
- Lothar III. (1075–1137),  Herzog von Sachsen, ab 1125 König und 1133–1137 Kaiser des römisch-deutschen Reiches